# The Definitive Rock Collection (White Lion)
The Definitive Rock Collection è una raccolta del gruppo musicale statunitense White Lion, pubblicata nel gennaio del 2007 dalla Atlantic Records. La raccolta contiene i brani di maggior successo del gruppo più alcune performance registrate dal vivo.
Subito dopo l'uscita dell'album, i White Lion avevano previsto un tour estivo in compagnia di Poison e Ratt, ma hanno dovuto annullare la loro partecipazione dopo aver ricevuto una minaccia di cause legali dall'ex-chitarrista Vito Bratta sull'utilizzo del nome del gruppo. Ciò non ha comunque impedito ai White Lion di esibirsi durante il festival Rocklahoma di Pryor Creek, in Oklahoma, il 13 luglio 2007. Qualche mese dopo, Mike Tramp ha ottenuto il permesso di poter utilizzare il nome originale della band.

## Tracce
Tutte le canzoni sono state composte da Vito Bratta e Mike Tramp, eccetto Fight to Survive scritta assieme a Nicky Capozzi e Radar Love che è una cover dei Golden Earring.

### Disco 1
1. Fight to Survive – 5:12
2. El Salvador – 4:51
3. Wait – 4:01
4. Tell Me – 4:29
5. When the Children Cry – 4:17
6. Lonely Nights – 4:13
7. Don't Give Up – 3:15
8. Sweet Little Loving – 4:02
9. Little Fighter – 4:24
10. Radar Love – 5:58
11. Goin' Home Tonight – 4:48
12. Let's Get Crazy – 4:52
13. Don't Say It's Over – 4:04
14. Cry for Freedom – 6:12
15. Love Don't Come Easy – 4:11

### Disco 2
1. Broken Heart '91 – 4:10
2. Lights and Thunder (versione ridotta) – 4:58
3. Farewell To You (versione alternativa) – 4:21
4. Hungry – 4:53 – Live
5. Don't Give Up – 3:28 – Live
6. Lonely Nights – 4:06 – Live
7. Sweet Little Loving – 4:00 – Live
8. Broken Heart – 4:34 – Live
9. Fight to Survive – 4:49 – Live
10. Tell Me – 5:01 – Live
11. All Join Our Hands – 4:03 – Live
12. Wait – 3:47 – Live
13. Lady of the Valley – 7:38 – Live
14. The Road To Valhalla – 3:08 – Live
15. All You Need Is Rock 'n' Roll – 5:42 – Live

## Formazione
- Mike Tramp – voce
- Vito Bratta – chitarre
- James Lomenzo – basso
- Greg D'Angelo – batteria
- Felix Robinson – basso (solo nelle tracce 1 e 2)
- Nicky Capozzi – batteria (solo nelle tracce 1 e 2)